# أمين سر تحقيق
أمين سر تحقيق هي وظيفة إدارية لمساعدة القضاء وكادرهم يسمى معاوني القضاء وهو بصفة عامة سكرتير وهو الموظف الذي يقوم بمساعدة النيابة العامة ويكمل هيئة قضائية مع رجل القضاء أما وكيل النيابة أو رئيس النيابة وتكون مهنته في كتابة محضر التحقيق وتنفيذ قرارات وكيل النيابة أو رئيس النيابة ومن مهامة مباشرة التحقيق مع الشاكين والمجني عليهم والمتهمين والمشكو ضدهم والشهود ويكون في مبنى النيابة الجزئية أو الكلية أو الاختصاص والخروج لموقع الحدث للمعاينة وتحريز ادلة الجريمة وترتيب ملف القضية الجنحة أو الجناية والاتصال باطراف القضية ولكل دولة لديها ترتيبات معينة في مراحل سير القضية.